# Saint-Julien-de-Crempse
Saint-Julien-de-Crempse är en kommun i departementet Dordogne i regionen Nouvelle-Aquitaine i sydvästra Frankrike. Kommunen ligger i kantonen Villamblard som tillhör arrondissementet Bergerac. År 2018 hade Saint-Julien-de-Crempse 219 invånare.

## Befolkningsutveckling
Antalet invånare i kommunen Saint-Julien-de-Crempse
Referens:INSEE